# Кассан, Арман-Жюль-Леон
Арман-Жюль-Леон Кассан (фр. Armand Cassan; 26 мая 1803, Сен-Жермен-ле-Куийи, Сена и Марна — 3 февраля 1837, Париж) — французский государственный служащий и учёный. Адъютант генерала Лафайета в дни Июльской революции, позже супрефект округа Мант-ла-Жоли. Автор статистических и археологических обзоров по своему округу.

## Биография
Арман Кассан родился в городе Сен-Жермен-ле-Куийи (департамент Сена и Марна) в семье врача. Получил юридическое образование в Париже, где также учился писательскому мастерству у А.-Ф. Вильмена. В 1830 году вышла его работа «Неопубликованная переписка Марка Аврелия с Фронтоном», отмеченная, как сообщает «Всемирная биография», Монтионовской премией и включённая в университетскую программу. В этом же году Кассан в качестве адъютанта генерала Лафайета участвовал в событиях Июльской революции в Париже, став одним из первых, кто ворвался в Отель-де-Виль, а затем в походе на Рамбуйе.
Уже в августе 1830 года Кассан был указом нового короля Луи-Филиппа назначен на должность супрефекта округа Мант-ла-Жоли (департамент Сена и Уаза), а в 1832 году стал кавалером ордена Почётного легиона. В феврале 1832 года он женился на 17-летней Стефани Веней, но уже в августе того же года она скончалась от холеры. Потрясённый Кассан в ноябре 1832 года подал на имя министра торговли и общественных работ д’Аргу прошение о переводе из Манта в Государственный совет, где он планировал занять должность рекетмейстера. Несмотря на поддержку его прямого начальника, префекта Сены и Уазы, который прочил ему в будущем карьеру в парламенте или собственную префектуру, это прошение не было удовлетворено.
В 1833 году Кассан опубликовал труд «Статистика округа Мант», в котором были собраны материалы об истории, экономике и традициях 127 населённых пунктов, входящих во вверенный ему округ. Эта работа была признана образцовой для жанра статистического обозрения, удостоена почётной медали Французского общества статистики и похвал от Шатобриана и Вильмена — на тот момент постоянного секретаря Французской академии. Вскоре вышло второе издание «Статистики», дополненное новыми иллюстрациями. Несмотря на известность, которую принесла Кассану его «Статистика», во второй половине 1834 года против него было начато служебное расследование в связи с частыми отлучками со службы в Париж. Префекту Обернону пришлось выступить в защиту своего подчинённого, которого он назвал лучшим из своих субпрефектов и признанным учёным, объяснив его поездки в Париж сбором научного материала в Королевской библиотеке, за который тот был удостоен Монтионовской премии и почётной медали.
В 1835 году Кассан женился вторично, на дочери советника королевского суда. В этом же году увидела свет его новая работа — «Галльские и галло-римские древности округа Мант». Издание этой книги было связано со сделанными незадолго до этого археологическими находками в Эпоне и Рони-сюр-Сене. Как и в случае со «Статистикой», работа над «Древностями» носила масштабный характер, и Кассан лично принимал участие в раскопках в Мезьере, Пердровиле и Аменюкуре, которые велись за его личный счёт.
«Галльские и галло-римские древности» стали последней работой в жизни Армана Кассана: в феврале 1837 года он умер в возрасте 33 лет, оставив после себя вдову с новорожденной дочерью. Кассан был похоронен в своём родном Сен-Жермене; в 1883 году в его честь были переименованы улица и площадь в городе Мант — центре округа, супрефектом которого он был в последние годы жизни.

## Сочинения
- Lettres inédites de Marc Aurèle et de Fronton: retrouvées sur les palimpsestes de Milan et de Rome. Traduites par M. Armand Cassan. — Paris : A. Levavasseur, 1830.
- Armand Cassan. Statistique de l'arrondissement de Mantes, Seine-et-Oise. — Mantes : Chez Forcade, 1833.
- Armand Cassan. Antiquités gauloises et gallo-romaines de l'arrondissement de Mantes. — Mantes : A. Refay, 1835.